# Дансько-швейцарські відносини
Дансько-швейцарські відносини відносяться до поточних та історичних відносин між Данією та Швейцарією. У Данії є посольство в Берні. Швейцарія має посольство в Копенгагені, але надає лише консульські послуги Північного регіонального консульського центру в Стокгольмі. Дипломатичні відносини між Данією та Швейцарією були встановлені в 1945 році.

## Історія
10 лютого 1875 між Данією та Швейцарією був підписаний договір про дружбу, торгівлю та співробітництво. Перший договір між Данією та Швейцарією був підписаний 10 грудня 1827 року. Інший договір був про військову службу, підписаний 10 лютого 1875 року. До 1945 року Швейцарія була представлена в Данії через консульство в Швеції та генеральне консульство в Копенгагені. Коли в 1945 році були встановлені дипломатичні відносини, Швейцарія відкрила представництво в Копенгагені, а згодом і посольство. 22 червня 1950 року Данія та Швейцарія підписали угоду про повітряне сполучення. 21 травня 1954 р. була підписана конвенція про соціальне страхування. У 1989 році було підписано угоду про автомобільні перевезення. Швейцарія також підписала угоду з Фарерськими островами.

## Економічні відносини
Торгівля між Данією та Швейцарією «розвинена». Експорт Данії до Швейцарії становив 4,6 млрд данських крон, а експорт Швейцарії до Данії — 5 млрд данських крон.

## Державні візити
У вересні 2002 року президент Швейцарії Каспар Віллігер відвідав Данію і Андерс Фог Расмуссен. Після зустрічі Фог Расмуссен сказав: «У мене була хороша і конструктивна дискусія з президентом Швейцарії».У березні 2008 року міністр закордонних справ Данії Пер Стіг Меллер відвідав Швейцарію, щоб зустрітися з членом Федеральної ради Мішлін Кальмі-Рей.